# ジョシュ・ストゥーモント
- ジョシュ・ストーモント

ジョシュア・タイラー・ストゥーモント（Joshua Tyler Staumont, 英語発音: /ˈʤɑʃ ˈstɑmɑn(t)/; 1993年12月21日 - ）は、アメリカ合衆国カリフォルニア州オレンジ郡ラ・アブラ出身のプロ野球選手（投手）。右投右打。MLBのシンシナティ・レッズ傘下所属。
メディアによっては「ストーモント」と表記されることもある。

## 経歴

### プロ入りとロイヤルズ時代
2015年のMLBドラフト2巡目（全体64位）でカンザスシティ・ロイヤルズから指名され、プロ入り。契約後、傘下のルーキー級アリゾナリーグ・ロイヤルズでプロデビュー。パイオニアリーグのルーキー級アイダホフォールズ・チュカーズでもプレーし、2球団合計で18試合（先発4試合）に登板して3勝1敗1セーブ、防御率2.48、58奪三振を記録した。
2016年はA+級ウィルミントン・ブルーロックスとAA級ノースウエストアーカンソー・ナチュラルズでプレーし、2球団合計で29試合（先発26試合）に登板して4勝11敗、防御率4.23、167奪三振を記録した。オフにはアリゾナ・フォールリーグに参加し、サプライズ・サグアロスに所属した。
2017年はAA級ノースウエストアーカンソーとAAA級オマハ・ストームチェイサーズでプレーし、2球団合計で26試合（先発25試合）に登板して6勝12敗、防御率5.56、138奪三振を記録した。
2018年はAAA級オマハでプレーし、41試合（先発5試合）に登板して2勝5敗1セーブ、防御率3.51、103奪三振を記録した。オフの11月20日にルール・ファイブ・ドラフトでの流出を防ぐために40人枠入りした。
2019年の開幕はAAA級オマハで迎えた。7月20日にメジャー初昇格を果たした。7月25日のクリーブランド・インディアンス戦でメジャーデビュー。この年メジャーでは16試合に登板して防御率3.72、15奪三振を記録した。
2020年は26試合に登板して2勝1敗、防御率2.45、37奪三振を記録した。
2021年は64試合に登板して4勝3敗5セーブ、防御率2.88、72奪三振を記録した。
2022年は43試合に登板して3勝3敗3セーブ、防御率6.45、42奪三振を記録した。
2023年は開幕から21試合（先発1試合）に登板していたが、6月7日に首を痛めて故障者リスト入りすると以降は全休した。オフの11月17日にノンテンダーFAとなった。

### ツインズ時代
2023年12月27日にミネソタ・ツインズと1年100万ドルの契約を結んだ。
2024年は開幕をメジャーで迎える予定であったが、3月28日に左脹脛を痛めた為に15日間の故障者リスト入りした。4月9日にリハビリの為にAAA級セントポール・セインツに配属となり、5月8日にメジャー復帰を果たしたものの、7月30日にランディ・ドブナックの昇格に伴ってDFAとなり、8月2日に自由契約となった。

### カブス傘下時代
2024年8月9日にシカゴ・カブスとマイナー契約を結び、翌10日にAAA級アイオワ・カブスに配属された。ここではメジャーに昇格する機会は無く、同月22日に再び自由契約となった。以降は、どのチームにも所属せずにシーズンを終えた。この年はツインズで25試合に登板して1勝0敗1ホールド、防御率3.70、18奪三振を記録した。

### レッズ傘下時代
2025年2月11日にシンシナティ・レッズとマイナー契約を結び、同年のスプリングトレーニングに招待選手として参加することになった。

## 投球スタイル
| 球種         | 割合 | 平均球速 | 平均球速 |
| 球種         | %    | mph      | km/h     |
| フォーシーム | 43.4 | 96.5     | 155.3    |
| カーブ       | 34.7 | 81.3     | 130.8    |
| シンカー     | 4.4  | 96.7     | 155.6    |

最速102.2mph（約164.5km/h。2020年シーズンでMLB最速）の速球（フォーシーム、シンカー）が投球の6割以上を占める豪腕であり、「ランボルギーニ」の異名を持つ。変化球はカーブのみを投じる。

## 詳細情報

### 年度別投手成績
| 年 度    | 球 団    | 登 板 | 先 発 | 完 投 | 完 封 | 無 四 球 | 勝 利 | 敗 戦 | セ 丨 ブ | ホ 丨 ル ド | 勝 率 | 打 者 | 投 球 回 | 被 安 打 | 被 本 塁 打 | 与 四 球 | 敬 遠 | 与 死 球 | 奪 三 振 | 暴 投 | ボ 丨 ク | 失 点 | 自 責 点 | 防 御 率 | W H I P |
| -------- | -------- | ----- | ----- | ----- | ----- | -------- | ----- | ----- | -------- | ----------- | ----- | ----- | -------- | -------- | ----------- | -------- | ----- | -------- | -------- | ----- | -------- | ----- | -------- | -------- | ------- |
| 2019     | KC       | 16    | 0     | 0     | 0     | 0        | 0     | 0     | 0        | 0           | ----  | 88    | 19.1     | 21       | 4           | 10       | 1     | 1        | 15       | 0     | 0        | 13    | 8        | 3.72     | 1.60    |
| 2020     | KC       | 26    | 0     | 0     | 0     | 0        | 2     | 1     | 0        | 8           | .667  | 112   | 25.2     | 20       | 2           | 16       | 0     | 3        | 37       | 1     | 0        | 8     | 7        | 2.45     | 1.40    |
| 2021     | KC       | 64    | 0     | 0     | 0     | 0        | 4     | 3     | 5        | 16          | .571  | 264   | 65.2     | 43       | 6           | 27       | 1     | 2        | 72       | 4     | 0        | 24    | 21       | 2.88     | 1.07    |
| 2022     | KC       | 43    | 0     | 0     | 0     | 0        | 3     | 3     | 3        | 5           | .500  | 176   | 37.2     | 37       | 3           | 29       | 0     | 1        | 42       | 5     | 1        | 28    | 27       | 6.45     | 1.75    |
| 2023     | KC       | 21    | 1     | 0     | 0     | 0        | 0     | 0     | 0        | 1           | ----  | 89    | 20.0     | 16       | 1           | 13       | 0     | 2        | 24       | 3     | 0        | 12    | 12       | 5.40     | 1.45    |
| 2024     | MIN      | 25    | 0     | 0     | 0     | 0        | 1     | 0     | 0        | 1           | 1.000 | 102   | 24.1     | 17       | 0           | 14       | 0     | 1        | 18       | 1     | 0        | 12    | 10       | 3.70     | 1.27    |
| MLB：6年 | MLB：6年 | 194   | 1     | 0     | 0     | 0        | 10    | 7     | 8        | 31          | .588  | 831   | 192.2    | 154      | 16          | 109      | 2     | 10       | 209      | 14    | 1        | 97    | 85       | 3.97     | 1.37    |

- 2024年度シーズン終了時

### 年度別守備成績
| 年 度 | 球 団 | 投手（P） | 投手（P） | 投手（P） | 投手（P） | 投手（P） | 投手（P） |
| 年 度 | 球 団 | 試 合     | 刺 殺     | 補 殺     | 失 策     | 併 殺     | 守 備 率  |
| ----- | ----- | --------- | --------- | --------- | --------- | --------- | --------- |
| 2019  | KC    | 16        | 1         | 2         | 0         | 0         | 1.000     |
| 2020  | KC    | 26        | 1         | 1         | 0         | 0         | 1.000     |
| 2021  | KC    | 64        | 2         | 2         | 1         | 0         | .800      |
| 2022  | KC    | 42        | 2         | 3         | 0         | 0         | 1.000     |
| 2023  | KC    | 21        | 0         | 3         | 0         | 0         | 1.000     |
| MLB   | MLB   | 169       | 6         | 11        | 1         | 0         | .944      |

- 2023年度シーズン終了時

### 背番号
- 63（2019年 - 2024年7月29日）